# Taurorcus chabrillacii
Taurorcus chabrillacii là một loài bọ cánh cứng trong họ Cerambycidae.